# Bertil Arvidson
Lars Bertil Theodor Arvidson, född 7 maj 1921 i Stockholm, död 1 februari 2004 i Sofia församling i Stockholm, var en svensk diplomat.

## Biografi
Arvidson avlade juris kandidatexamen vid Stockholms högskola 1951. Arvidson arbetade som amanuens vid statens utlänningskommission 1945–1946, marinförvaltningen 1948 och redaktör vid Utrikesdepartementets (UD) pressbyrå 1948–1950. Arvidson tjänstgjorde i Paris 1950 och blev attaché vid UD samma år. Han tjänstgjorde i Rio de Janeiro 1952–1954, Canberra 1954–1956, var sekreterare vid UD 1956, förste sekreterare 1959 och byrådirektör 1963. Han var ambassadråd i Oslo 1963–1969, sändebud Lagos, jämväl Accra, Niamey, Ouagadougou och Porto-Novo 1969–1972, utrikesråd i UD:s förhandlingsgrupp 1972–1978, ambassadör i Belgrad, jämväl Tirana 1978–1982, chef för Sveriges delegation vid Europarådet i Strasbourg 1982–1987 samt var utredare från 1987.
Arvidson var son till biskop Theodor Arvidson och Ida Kilander. Han gifte sig första gången 1947 med lic Mai Kaups (1921–1961) och andra gången 1963 med assistent Barbro Berg (1921–2015), dotter till driftschef Emil Berg och Signe Eriksson. Han är far till dottern Nina. Från år 1980 hade familjen Arvidson sommarhus i Båstad.
Makarna Arvidson är begravda på Norra begravningsplatsen utanför Stockholm.